# Andreas Hanche-Olsen
Andreas Hanche-Olsen (Bodø, 1997. január 17. –) norvég válogatott labdarúgó, a német Mainz 05 hátvédje.

## Pályafutása

### Klubcsapatokban
Hanche-Olsen a norvégiai Bodø városában született. Az ifjúsági pályafutását az Øvrevoll Hosle csapatában kezdte, majd a Stabæk akadémiájánál folytatta.
2016-ban mutatkozott be a Stabæk első osztályban szereplő felnőtt csapatában. 2020. október 5-én hároméves szerződést kötött a belga első osztályban érdekelt Gent együttesével. 2020. október 17-én, a Cercle Brugge ellen idegenben 5–2-es vereséggel zárult mérkőzésen debütált és egyben meg is szerezte első gólját a klub színeiben. 2023. január 13-án a német Mainz 05-höz írt alá 2026 nyaráig.

### A válogatottban
Hanche-Olsen az U16-os és az U21-es korosztályú válogatottakban is képviselte Norvégiát.
2020-ban debütált a felnőtt válogatottban. Először a 2020. november 18-ai, Ausztria ellen 1–1-es döntetlennel zárult mérkőzésen lépett pályára.

## Statisztikák
2023. március 4. szerint
| Klub     | Szezon   | Osztály        | Bajnokság | Bajnokság | Kupa  | Kupa | Nemzetközi | Nemzetközi | Összesen | Összesen |
| Klub     | Szezon   | Osztály        | Meccs     | Gól       | Meccs | Gól  | Meccs      | Gól        | Meccs    | Gól      |
| -------- | -------- | -------------- | --------- | --------- | ----- | ---- | ---------- | ---------- | -------- | -------- |
| Stabæk   | 2016     | Tippeligaen    | 15        | 1         | 0     | 0    | —          | —          | 15       | 1        |
| Stabæk   | 2017     | Eliteserien    | 28        | 1         | 3     | 0    | —          | —          | 31       | 1        |
| Stabæk   | 2018     | Eliteserien    | 25        | 0         | 3     | 0    | —          | —          | 28       | 0        |
| Stabæk   | 2019     | Eliteserien    | 29        | 2         | 3     | 0    | —          | —          | 32       | 2        |
| Stabæk   | 2020     | Eliteserien    | 18        | 3         | 0     | 0    | —          | —          | 18       | 3        |
| Stabæk   | Összesen | Összesen       | 115       | 7         | 9     | 0    | 0          | 0          | 124      | 7        |
| Gent     | 2020–21  | Jupiler League | 31        | 1         | 3     | 0    | 5          | 0          | 39       | 1        |
| Gent     | 2021–22  | Jupiler League | 37        | 1         | 6     | 0    | 12         | 0          | 55       | 1        |
| Gent     | 2022–23  | Jupiler League | 8         | 0         | 1     | 0    | 4          | 0          | 13       | 0        |
| Gent     | Összesen | Összesen       | 76        | 2         | 10    | 0    | 21         | 0          | 107      | 2        |
| Mainz 05 | 2022–23  | Bundesliga     | 7         | 0         | 1     | 0    | —          | —          | 8        | 0        |
| Összesen | Összesen | Összesen       | 198       | 9         | 20    | 0    | 21         | 0          | 239      | 9        |

### A válogatottban
| Válogatott | Év       | Pályára lépés | Gól |
| ---------- | -------- | ------------- | --- |
| Norvégia   | 2020     | 1             | 0   |
| Norvégia   | 2021     | 7             | 0   |
| Norvégia   | 2022     | 6             | 0   |
| Összesen   | Összesen | 14            | 0   |

## Sikerei, díjai
Gent
- Belga Kupa
  - Győztes (1): 2021–22

- Belga Szuperkupa
  - Döntős (1): 2022